# مرد کن
مرد کن (به انگلیسی: Cannes Man) فیلمی کمدی به کارگردانی و آهنگسازی ریچارد مارتینی است که در سال ۱۹۹۶ ساخته شده‌است. بازیگران اصلی فیلم سیمور کسل و فرانچسکو کوین هستند. همچنین در این فیلم بیش از ۱۵ بازیگر معروف هالیوود از جمله جانی دپ، جان کرایر، بنیسیو دل تورو، جان مالکوویچ، دنیس هاپر، کوین پلاک، جیم جارموش، لارا فلین بویل، تریت ویلیامز و کریس پن نقش‌هایی کوتاه ایفا کرده‌اند. مارتینی نیز نقشی کوتاه به عنوان «کارگردان» ایفا کرده‌است. فیلم در بسیاری از کشورها به صورت دی‌وی‌دی منتشر شد.